# San Isidro Trementina
 San Isidro Trementina es un poblado que está situado en el municipio de San Juan Tamazola. San Isidro Trementina está a 2164 metros de altitud.

## Geografía
Está ubicada a 17°04'23" latitud norte y 97°10'38" longitud oeste.

## Población
Según el censo de población de INEGI del 2010: la comunidad cuenta con una población total de 165 habitantes, de los cuales 92 son mujeres y 73 son hombres. Del total de la población 74 personas hablan el mixteco, divididos en 33 hombres y 41 mujeres.

## Ocupación
El total de la población económicamente activa es de 36 habitantes, de los cuales 30 son hombres y 6 son mujeres.